# Bicentenario de Colombia
El Bicentenario de la independencia colombiana fue un plan de actividades destinadas a la celebración de los 200 años de los sucesos ocurridos en Santa Fe de Bogotá el 20 de julio de 1810, que significaron el inicio del proceso independentista de la República de Colombia. El grito de Santa Fe sucedió el 20 de julio de 1810, por parte de los patriotas aprovechando que los españoles estaban siendo invadidos por Napoleón Bonaparte quién pretendía gobernar España. En 1819 se logró la independencia luego de muchas batallas, buscando de esa manera que los españoles dejaran las tierras y que Colombia pudiera establecer su propio gobierno.

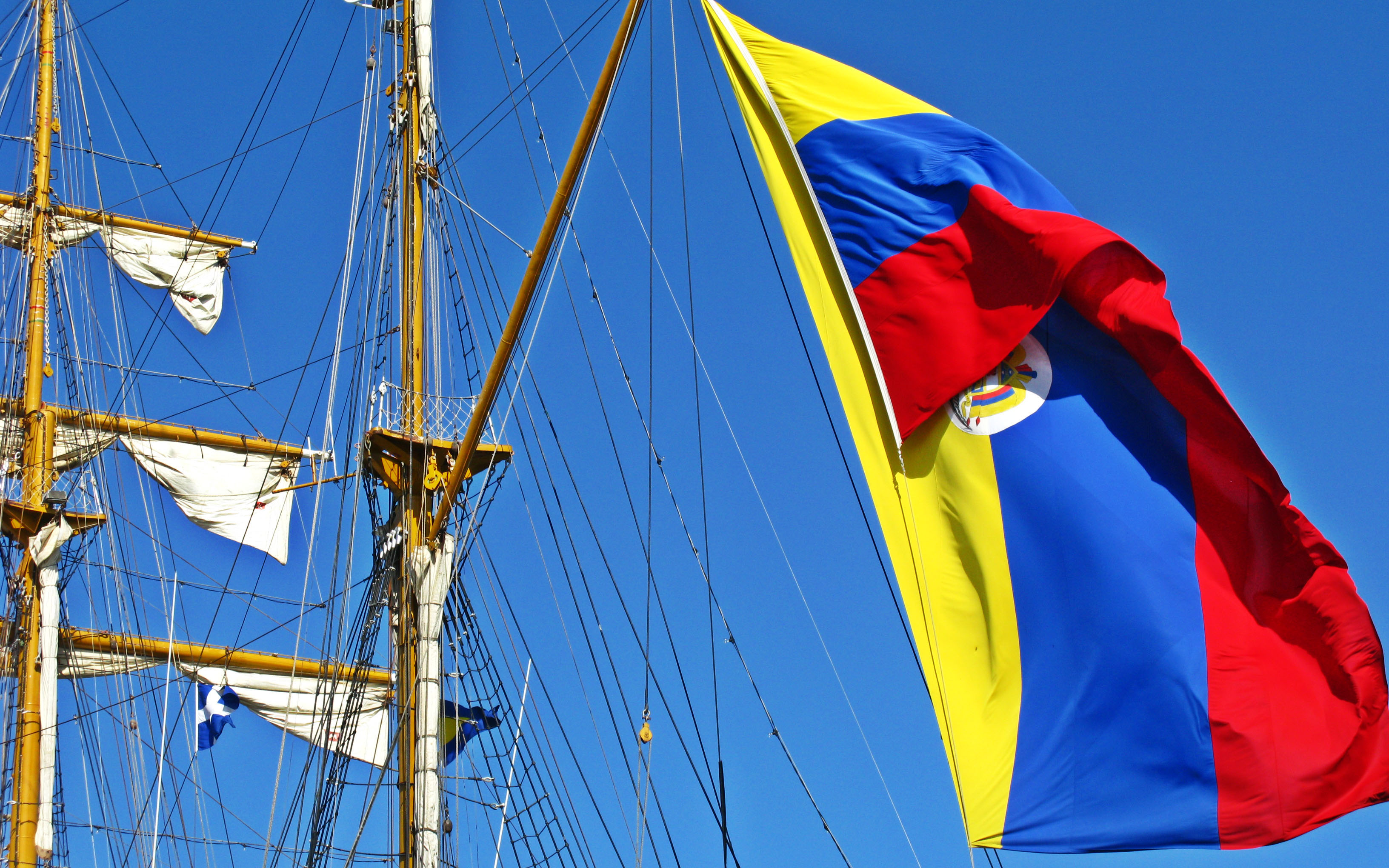
Bandera de Colombia enarbolada en el buque escuela Gloria. El buque Gloria participó en la regata Velas Suramérica Sail 2010, travesía que paso por 17 puertos de Suramérica para celebrar el Bicentenario de la Independencia de Argentina, Chile, México, Venezuela y Colombia.

## Precedentes
El antecedente directo es el Centenario de la Independencia de Colombia, celebrado en 1910 del cual se organizaron celebraciones principalmente en Bogotá relacionado con el desarrollo económico del país con vistas a recuperarse de la Guerra de los mil días, y del cual en el 2005 se hizo una exposición de varios recuerdos.

## Celebración

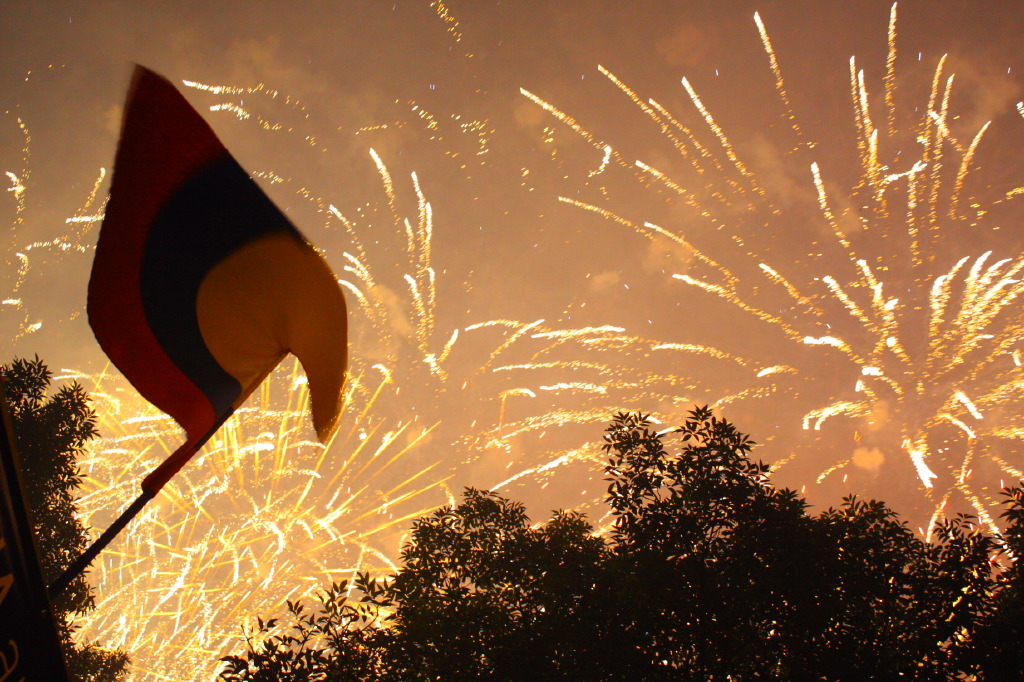
Celebración de los 200 años de Independencia en 2010.

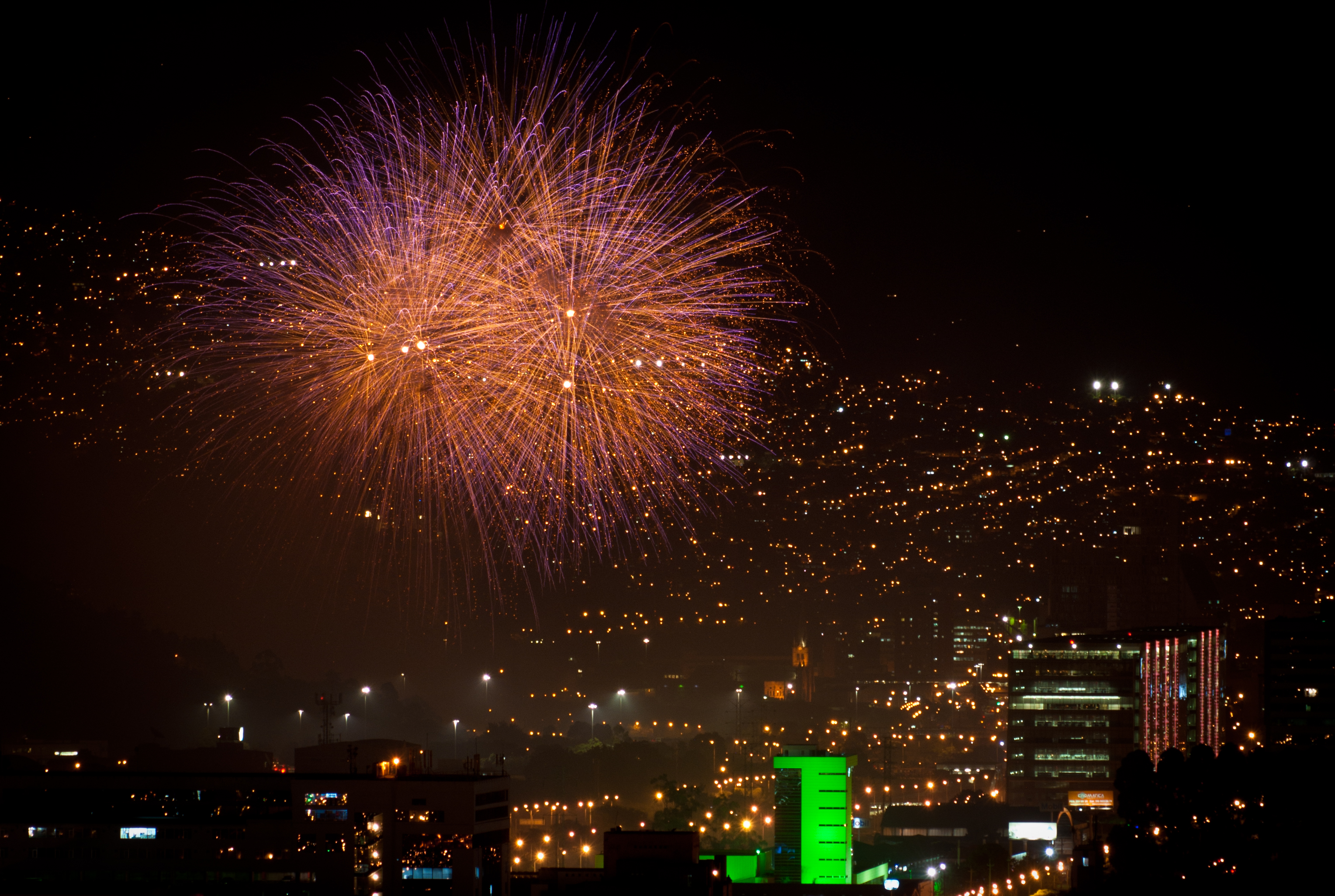
Juegos pirotécnicos del 20 de julio en Medellín, como parte de la celebración del bicentenario.

Por el lado del gobierno colombiano, este se ha encargado de desarrollar actividades y políticas en favor del desarrollo nacional en vista de la conmemoración, una de ellas es Visión Colombia 2019, implementado por el gobierno de Álvaro Uribe. También se creó la Alta Consejería Presidencial para el Bicentenario de la Independencia, organismo consultivo con el fin de desarrollar actividades culturales y educativas para ese evento.
Por el lado cultural, en conmemoración de los 100 años del grito de independencia en 1910, el Concejo de Bogotá selló una urna (urna centenaria) con documentos importantes y fotos de la época, la cual fue abierta el 20 de julio de 2010 para la celebración del bicentenario; además, se hicieron exposiciones relacionadas con el bicentenario de la Real Expedición Botánica del Nuevo Reino de Granada y el fallecimiento del científico español José Celestino Mutis, parte del Programa Nacional del Bicentenario de la República. Incluso, los canales de televisión History, NatGeo y CityTV de Bogotá desarrollaron, con la Universidad Nacional de Colombia, un documental para ese fin que se transmitió el 20 de julio en hora estelar.
El 20 de julio de 2010, aparte de la apertura de la urna centenaria, también se realizó un desfile militar con la presencia del Presidente de la República. Además, se realizó la tercera edición del Gran Concierto Nacional con la participación de varios artistas nacionales. Dicho concierto se realizó en todos los municipios del país y en algunas ciudades del extranjero. Una de las partes más destacadas fue la presentación del cantante Juanes en la ciudad de Quibdó.
A modo de cierre de la jornada, la Alcaldía de Bogotá organizó un espectáculo multimedia en la Plaza de Bolívar con alegorías a la historia y la cultura de Colombia.
En el Centro Internacional de Negocios y Exposiciones Corferias, se organizaron exposiciones respecto al Bicentenario conocido como Gran Fiesta Nacional: se presentaron la gastronomía colombiana, el arte contemporáneo e indígena, una exposición ganadera y las Fuerzas Militares de Colombia.

## Otras celebraciones
- En Reino Unido: En Londres, específicamente en la Cámara de los Lores, el Gobierno Británico celebró los 200 años de Independencia de Colombia con una recepción especial del Parlamento Británico, recibiendo distintos personajes políticos de Colombia, donde además asistieron personalidades británicas.

- En Argentina: el popular Obelisco de Buenos Aires, rindió un homenaje con los colores de la bandera colombiana.[11]

- En Estados Unidos: En la ciudad de Nueva York, el edificio más representativo de esa ciudad, el Empire State, realizó un homenaje a Colombia para celebrar su bicentenario, poniendo, en lo más alto del rascacielos, los tres colores de la bandera: amarillo, azul y rojo. Además, se realizaron diferentes eventos de las comunidades colombianas en esa nación.

- Google, el famoso buscador de la Internet, se unió a los festejos por el Bicentenario de Colombia a partir de la hora cero del 20 de julio del 2010. En el dibujo, o más conocido como 'doodle', se pudo apreciar un barco español saliendo de tierras colombianas. Entre tanto, la bandera de Colombia aparece clavada en tierra firme, mientras que las letras de Google, lucen amuralladas y con una espada de color rosa, haciendo alusión a las murallas de Cartagena de Indias.

## Participación de distintas delegaciones en los festejos
| - Venezuela - Chile | - Argentina - México | - Ecuador - Estados Unidos | - Inglaterra |  |

## Consecuencias al Bicentenario 2019 y aclaración de las efemérides
Este es un tema poderosamente controversial, si uno no tiene contexto afectivo e intelectual, unos vínculos con una sociedad, un territorio y unos símbolos y estos articulado a una memoria social que le genere sentido de pertenencia y orgullo que le hagan sentirse latinoamericano y colombiano, aquí comienza el problema de la nacionalidad colombiana. En este 2019, los verdaderos símbolos de unión de todo el país son la Selección Colombia y los ciclistas con sus actuaciones y sus triunfos.
"La apropiación del Ejército Nacional de los imaginarios con la Campaña Libertadora en últimas han generado un movimiento de rechazo por el mal manejo mediático en la televisión, en los medios porque no hay un elemento vinculante con la totalidad de las Provincias de la Nueva Granada y los movimientos de reacción de 1819 contra el régimen del terror y una confusión de fechas, acontecimientos y procesos fundadores más allá de lo militar en términos de género, etnias, pueblo del común como lo ha trazado en prospectivas la Vicepresidencia, responsable de estas conmemoraciones" dice Luis Horacio López, miembro de la Academia Colombiana de Historia.
"Después de la toma de Bogotá (en el marco de la campaña libertadora de 1819), el siguiente paso fue liberar el resto del país, que estaba dominado por las fuerzas realistas. Se liberó Cauca, Pasto, Antioquia y la Costa Atlántica. Y después, para completar el proceso, se dio la liberación de los países vecinos y del resto de Sudamérica", agrega Luis Henrique Gómez Casabianca, vicepresidente de la Academia de Historia de Bogotá.